# Alpinia manostachys
Alpinia manostachys är en enhjärtbladig växtart som beskrevs av Theodoric Valeton. Alpinia manostachys ingår i släktet Alpinia och familjen Zingiberaceae. Inga underarter finns listade i Catalogue of Life.